# Огробле
Огробле (пол. Ogroble) — село в Польщі, у гміні Вешхляс Велюнського повіту Лодзинського воєводства.
У 1975-1998 роках село належало до Серадзького воєводства.